# Archypolycope
Archypolycope is een geslacht van kreeftachtigen uit de klasse van de Ostracoda (mosselkreeftjes).

## Soorten
- Archypolycope arcys (Joy & Clark, 1977) Chavtur, 1981
- Archypolycope atlantica Karanovic & Brandão, 2012
- Archypolycope bonaducei Chavtur, 1981
- Archypolycope brandtae Karanovic & Brandão, 2012
- Archypolycope cingulata (Brady, 1880) Chavtur, 1981
- Archypolycope cornea Chavtur, 1981
- Archypolycope demulderi (Sissingh, 1972) Chavtur, 1981 †
- Archypolycope horrida (Joy & Clark, 1977) Chavtur, 1981
- Archypolycope louisi Karanovic & Brandão, 2012
- Archypolycope martinezi Karanovic & Brandão, 2012
- Archypolycope punctata (Sars, 1869) Chavtur, 1981
- Archypolycope rotunda Chavtur, 1981
- Archypolycope semipunctata (Joy & Clark, 1977) Chavtur, 1981
- Archypolycope squalida Chavtur, 1981